# Benson Seurei
 Benson Kiplagat Seurei (né le 27 mars 1984 au Kenya) est un athlète bahreïni, spécialiste du demi-fond.

## Carrière
Il participe au 1 500 m lors des Championnats du monde à Pékin. Il remporte la médaille d'argent sur la même distance lors des Jeux mondiaux militaires d'été de 2015.

## Palmarès
| Date | Compétition                  | Lieu      | Résultat | Épreuve | Temps         |
| ---- | ---------------------------- | --------- | -------- | ------- | ------------- |
| 2014 | Jeux asiatiques              | Incheon   | 4e       | 1 500 m | 3 min 44 s 20 |
| 2015 | Jeux mondiaux militaires     | Mungyeong | 2e       | 1 500 m | 3 min 44 s 98 |
| 2016 | Championnats d'Asie en salle | Doha      | 2e       | 1 500 m | 3 min 37 s 08 |

## Records
| Épreuve | Épreuve   | Temps         | Lieu   | Date            |
| ------- | --------- | ------------- | ------ | --------------- |
| 1 500 m | Plein air | 3 min 31 s 61 | Monaco | 20 juillet 2012 |
| 1 500 m | En salle  | 3 min 37 s 08 | Doha   | 20 février 2016 |